# San Felipe (Basse-Californie)
Pour les articles homonymes, voir San Felipe.
San Felipe est une ville de l'État de Basse-Californie, au Mexique.
C'est le siège de la municipalité de San Felipe.